# Pohlia rigescens
Pohlia rigescens là một loài Rêu trong họ Bryaceae. Loài này được (Mitt.) Broth. miêu tả khoa học đầu tiên năm 1903.